# Keiju Karashima
Keiju Karashima (辛島 啓珠 Karashima Keiju?,  nacido el  de 19 en Kioto, Kioto) es un exfutbolista japonés. Jugaba de defensa y su último club fue el Mito HollyHock de Japón.

## Trayectoria

### Clubes
| Club               | País  | Año         |
| ------------------ | ----- | ----------- |
| Gamba Osaka        | Japón | 1994 - 1996 |
| Avispa Fukuoka     | Japón | 1997        |
| Kyoto Purple Sanga | Japón | 1998 - 1999 |
| Mito HollyHock     | Japón | 2000 - 2001 |